# Епархия Эрфурта
 Епархия Эрфурта  (лат.  Dioecesis Erfordiensis) — епархия Римско-Католической церкви с центром в городе Эрфурт, Германия. Епархия Эрфурта входит в митрополию Падерборна. Кафедральным собором епархии Эрфурта является церковь Пресвятой Девы Марии.

## История
Первая епархия в Эрфурте была образована при святом Бонифации в 742 году. В 755 году епархия Эрфурта была упразднена, а её территорию отошла к архиепархии Майнца (сегодня — Епархия Майнца).
23 июня 1973 года Святой Престол образовал апостольскую администратуру Эрфурта-Майнингена, выделив её из епархий Фульды и Вюрцбурга.
27 июня 1994 года Римский папа Павел VI издал буллу Quo aptius, которой преобразовал апостольскую администратуру Эрфурта-Майнингена в епархию Эрфурта.

## Ординарии епархии
- епископ Хуго Ауфдербек (23.07.1973 — 17.01.1981);
- епископ Йоахим Ванке (17.01.1981 — 1.10.2012);
- епископ Ульрих Неймейр (19.09.2014 — по настоящее время).

## Источник
- Annuario Pontificio, Libreria Editrice Vaticana, Città del Vaticano, 2003, ISBN 88-209-7422-3
- Булла Quo aptius  (лат.)